# Electra Vilafranquina
L'Electra Vilafranquina era un edifici de Vilafranca del Penedès (Alt Penedès), ara enderrocat, que formava part de l'Inventari del Patrimoni Arquitectònic de Catalunya.

## Descripció
Era un edifici industrial entre mitgeres i de planta baixa i tenia coberta de teula àrab. Presentava una cornisa d'acabament amb formes corbades. Les finestres presentaven arcs rebaixats, tant a la part central de l'edifici com a les ales laterals. L'obra responia al llenguatge modernista, amb reminiscències acadèmiques.

## Història
L'Electra Vilafranquesa estava situada en la zona d'eixample que segueix l'establiment de la carretera d'Igualada, on es troben certs elements heterogenis d'arquitectura industrial.
El projecte inicial d'aquest edifici era obra de l'arquitecte Eugeni Campllonch i Parés, i portava la data del 20 de març de 1901. Santiago Güell i Grau va fer una addicció i reforma l'any 1911. El 10 de febrer es va presentar el projecte i el 15 de març va ser aprovat per l'Ajuntament. Ambdós projectes es conserven a l'arxiu de l'Ajuntament de Vilafranca del Penedès.